# Eugen Sulz
Eugen Sulz (* 6. Mai 1884 in Olnhausen; † 29. Oktober 1965 in Schwenningen am Neckar) war ein deutscher Bibliotheksdirektor.

## Leben
Eugen Sulz promovierte 1909 an der Friedrich-Alexander-Universität Erlangen mit dem Thema: Hegels philosophische Begründung des Strafrechts und war zu dieser Zeit schon Volontär an der Freiherr C. von Rothschildschen öffentlichen Bibliothek in Frankfurt a. M. In der Folge arbeitete er in Essen, zunächst als Hilfsbibliothekar, bevor er zum Assistenten der Städtischen Bücher- und Lesehalle gewählt wurde. Von 1915 bis 1933 und 1946 bis 1952 war er Direktor der Stadtbibliothek Essen.
Sulz gehörte mit Erwin Ackerknecht und Paul Ladewig zu den Vertretern der alten oder auch Essener Richtung im bibliothekarischen Richtungsstreit in der Weimarer Republik. Sie hatten den Wahlspruch „Die Bibliothek darf auf keinen Leser verzichten“ (Ladewig). Um ihr Ziel zu erreichen, wurde auch Unterhaltungsliteratur angeboten – häufig genannt wurden Karl May und die Marlitt. Die Neue Richtung lehnte dies ab. Ihr Hauptvertreter Walter Hofmann wollte eine bildungsfähige Elite beraten und wandte sich gegen die Ausleihe seichter Literatur. 
Nach 1949 war Sulz erster Vorsitzender im Deutschen Büchereiverband, einem Vorläufer des Deutschen Bibliotheksverbandes.

## Ehrungen
- Im Zentrum von Essen ist eine Straße nach ihm benannt.
- Ehrenmitglied im Verein Deutscher Volksbibliothekare.[7]

## Schriften
- Hegels philosophische Begründung des Strafrechts und deren Ausbau in der deutschen Strafrechtswissenschaft. Berlin: W. Rothschild, 1910. Nachdr. 1968.
- Die neue Richtung: eine prinzipielle Auseinandersetzung. Aus: Zentralblatt für Volksbildungswesen Jg. 12 – 13, 1913. S. 175–189.
- Fortschritt und Reaktion in der deutschen Bücherhallenbewegung. In: Büchereifragen. Aufsätze zur Bildungsaufgabe und Organisation der modernen Bücherei. Hrsg. von Erwin Ackerknecht und G. Fritz. Berlin: Weidmannsche Buchhandlung, 1914.
- Eine Kriegserklärung gegen die moderne Volksbibliothek. Aus: Blätter für Volksbibliotheken und Lesehallen. Jg. 18, 1917. S. 92–96.